# Svobodné město Gdaňsk (napoleonské války)
Svobodné město Gdaňsk (francouzsky Ville Libre de Dantzig, německy Freie Stadt Danzig, polsky Wolne Miasto Gdańsk) byl kvazisamostatný stát, který byl založen pod patronací Francie během napoleonských válek 9. září 1807 (Tylžským mírem) a trval do 2. ledna 1814, kdy se poslední Francouzi stáhli a město obsadili Prusové.
Svobodné město Gdaňsk bylo založeno po delším obléhání francouzskými vojsky, jeho součástí bylo samotné město a jeho okolí (delta Visly a Helská kosa). Soumrak jeho samostatnosti nastal v roce 1813, kdy ho oblehla pruská a ruská vojska. Téměř roční obléhání města mělo za následek obrovské ztráty na životech. Na Vídeňském kongresu roku 1815 se rozhodlo o připojení města k Pruskému království, město se stalo hlavním městem provincie Západní Prusko (získané převážně po prvním dělení Polska roku 1772).